# Simon Victor Hünicke
Simon Victor Hünicke († 1. November 1733 in Berlin) war ein preußischer Staatsbeamter und der erste Stadtpräsident von Berlin.
Hünicke fungierte zunächst als Kurmärkischer Kammerrat und Kammermeister, wo er als höherer Finanzbeamter tätig war. Ab 1723 war er Geheimer Finanz-, Kriegs- und Domänenrat beim Generaldirektorium. Darüber hinaus war er Mitglied des Kirchenrats vom Berliner Dom. Eine wichtige Phase in Hünickes Laufbahn war die Umstrukturierung der preußischen Staatsverwaltung unter Friedrich Wilhelm I. im Jahr 1723. Im Zuge dieser Reform wurde Berlin der Kurmärkischen Kriegs- und Domänenkammer unterstellt. Als direkte Konsequenz wurde 1726 das Amt des Stadtpräsidenten von Berlin geschaffen, und Simon Hünicke wurde als erster vom Kurfürsten für dieses Amt ernannt. Mit dieser Einsetzung wurde die Gleichberechtigung der vier Bürgermeister von Berlin aufgehoben. Während Hünickes Amtszeit entwickelte sich Berlin zu einer Stadt des Militärs.